# François Le Métel de Boisrobert
Pour les articles homonymes, voir Métel et Boisrobert (homonymie).
François Le Métel de Boisrobert, né en 1589 à Caen et mort le 30 mars 1662 à Paris, est un poète et dramaturge français.

## Biographie
Fils d’un Procureur de la Cour des aides de Rouen, Boisrobert a fait des études de droit pour devenir avocat et s’inscrivit quelque temps au barreau de Rouen. Il vint à Paris, peu avant 1620, et fit d’abord partie du principal groupe de poètes libertins autour de Saint-Amant et de Théophile de Viau. Après le procès de ce dernier, Boisrobert rejoignit la mouvance de Malherbe, ce qui lui permit de prendre pied à la Cour puisque, dès l’année suivante, il participait au ballet des Bacchanales, représenté au Palais du Louvre en février 1623. Il abjura le protestantisme en 1621, fut ordonné en 1623 et devint abbé de Châtillon-sur-Seine.
En 1625, il participa à une ambassade à Londres et, en 1630, il se rendit à Rome où il gagna la faveur du pape Urbain VIII qui lui donna le prieuré de Nozay, d'une modeste valeur annuelle de 170 livres. Ce protestant converti à la religiosité plus que douteuse devint alors chanoine de Rouen. À partir de 1623, il entra dans les bonnes grâces du cardinal de Richelieu grâce à son esprit, à l’agrément de sa conversation et à son talent satirique. Il devint son favori éveillant nombre de jalousies. Mais outre cela, et surtout, « Le Bois » était l’un des rares personnages qui arrivait à faire rire le Cardinal et ainsi le distraire de ses lourdes affaires d’État. Suivant son humeur, le Cardinal l’appelait : « Le Bois », lorsqu’il était content et cherchait à plaisanter ; « Robert » plus familièrement, lorsqu’il voulait lui soutirer quelque potin ; « Bois-Robert », lorsqu’il s’agissait d’une affaire officielle.
Dès 1627, l’étendue de son savoir, la pénétration de sa psychologie et son incomparable entregent, en ont une espèce de Secrétaire d’État aux Affaires Culturelles, sans en porter le titre, de Richelieu et, avec Claude de L'Estoile, Pierre Corneille, Guillaume Colletet et Jean Rotrou, l’un des cinq auteurs qui mettaient en œuvre les idées du cardinal en matière dramatique. Il faisait partie des réunions littéraires qui se tenaient chez Valentin Conrart et en vanta l’intérêt à Richelieu, qui le chargea de proposer aux membres de cette assemblée de la constituer en société publique : ce fut le début de l’Académie française, dont il fut l’un des premiers membres, et l’un des plus actifs, n’hésitant toutefois pas à se moquer de sa lenteur dans l’élaboration du dictionnaire :
Depuis six mois dessus F on travaille ;

Et le destin m’aurait fort obligé,

S’il m’avait dit : Tu vivras jusqu’au G.
Il ne réussit jamais à faire une œuvre digne de la postérité. Cependant, enrichi par les bénéfices que lui procurait la haute protection du cardinal, il se montra généreux envers les hommes de lettres. Son style de vie a donné des armes toutes prêtes à ses ennemis. Il tomba plus d’une fois en disgrâce, mais, le plus souvent, jamais pour longtemps, bien que dans ses dernières années, il ait été obligé de donner plus d’attention à ses fonctions de prêtre. Gui Patin dit de Boisrobert : « C’est un prêtre qui vit en goinfre, fort déréglé et fort dissolu ». Il était joueur, aimait la bonne chère, et ne cherchait pas à dissimuler son homosexualité et ses aventures avec les domestiques.
Il avait une passion pour la comédie. Il fréquentait assidûment l’Hôtel de Bourgogne et se montrait si grand admirateur du comédien Mondory qu’on le surnomma l’« abbé Mondori ». Il finit par régenter cet Hôtel, pour Richelieu, mais ses fonctions causèrent un grand scandale lorsqu’à une représentation très privée, il fit rentrer la petite Saint-Amour, « la plus grande gourgandine de Paris », alors que Gaston d'Orléans, frère du Roi, prince du sang, eut les plus grandes peines à y assister… Louis XIII s’en émut et tança Richelieu qui le prit très mal… Il connut là sa plus grande disgrâce. C’était également un familier de Ninon de Lenclos.
Sa conduite trop publiquement licencieuse lui valut, en janvier 1641, d’être disgracié par Richelieu qui lui défendit de paraître devant lui. Mais le cardinal ne tarda pas à regretter son familier, qui avait su devenir indispensable. Un jour qu’il était tombé malade, son médecin lui dit : « Monseigneur, toutes nos drogues sont inutiles, si vous n’y mêlez un peu de Boisrobert ». Il lui fit une ordonnance qui portait seulement les mots Recipe Boisrobert, et le cardinal suivit ce conseil et rappela l’abbé.
Après la mort de Richelieu, Boisrobert s’attacha, mais avec un moindre succès, au cardinal Mazarin qu’il servit fidèlement sous la Fronde, sans en être d'ailleurs très récompensé ; il fut même à nouveau exilé pour blasphème en 1655. Il entra en rivalité avec Paul Scarron. Ce fut l’une de ses dernières querelles.

## Œuvres
Boisrobert a composé 18 pièces de théâtre, dont 9 tragi-comédies. L’une de ses comédies, La Belle plaideuse (1655) est remarquable et passe pour avoir inspiré l’Avare de Molière. Il est également l’auteur de nombreuses poésies. Il a édité les Œuvres de Théophile (1627) et le Parnasse royal, ou Poésies diverses à la louange de Louis XIII et du cardinal de Richelieu (1635, 2 vol.). D’après Bernard de La Monnoye, il serait l’auteur des Contes licencieux qui ont paru sous le nom de son frère, Antoine Le Métel d'Ouville.

### Théâtre
- Pyrandre et Lisimène ou l’Heureuse tromperie : tragi-comédie, Paris, Toussainct Quinet, 1633, xviii-103, in-4° (lire en ligne sur Gallica).
- Les Rivaux Amis : tragi-comédie, Paris, Augustin Courbé, 1639, viii-125, in-4° (lire en ligne sur Gallica).
- Les Deux Alcandres : tragi-comédie, Paris, 1640, viii-102, in-4° (lire en ligne sur Gallica).
- Palène : tragi-comédie, Paris, Antoine de Sommaville, 1640, viii-95, in-4° (lire en ligne sur Gallica).
- Le Couronnement de Darie : tragi-comédie, Paris, Quinet, 1642, 104 p., in-4° (lire en ligne sur Gallica).
- La vraye Didon ou La Didon chaste : tragédie, Paris, Toussainct Quinet, 1643, viii-79, in-4° (lire en ligne sur Gallica).
- La Jalouse d’elle-même : comédie, Paris, 136 p., in-4° (lire en ligne sur Gallica).
- Les Trois Orontes : comédie, Paris, Augustin Courbé, 1653, viii-119, in-4° (lire en ligne sur Gallica).
- La Folle gageure ou les divertissements de la comtesse de Pembroc  (d’après Félix Lope de Vega), Paris, Augustin Courbé, 1653, xii-88, in-12 (lire en ligne sur Gallica).
- Cassandre, comtesse de Barcelone : tragi-comédie, Paris, Augustin Courbé, 1654, 124 p., in-4° (lire en ligne sur Gallica).
- L’Inconnue, 1655.
- L’Amant ridicule, 1655.
- Les Généreux Ennemis, Paris, vi-92, in-12 (lire en ligne sur Gallica).
- La Belle Plaideuse : comédie, Paris, 1655, 112 p., in-12 (lire en ligne sur Gallica).
- La Belle Invisible ou les Constances éprouvées, 1656.
- Les Apparences trompeuses : comédie, Paris, Guillaume de Luyne, 1656, viii, 110, 12° (lire en ligne sur Gallica).
- Les Coups d’Amour et de Fortune ou L’heureux infortuné : tragi-comédie, Paris, Guillaume de Luyne, 1656, 86 p. (lire en ligne sur Gallica).
- Théodore, reyne de Hongrie, Paris, Pierre L’Amy, 1658, x-82, 12° (lire en ligne sur Gallica).

### Poésie et œuvres diverses
- Poésies publiées dans le Recueil des plus beaux vers de Malherbe, Racan, etc., 1626.
- Lettres publiées dans le Recueil de Faret, 1627.
- Paraphrases sur les sept psaumes de la Pénitence, en vers, 1627.
- Histoire indienne d’Anxandre et d’Orasie, 1629.
- Nouvelles héroïques et amoureuses, 1657.
- Epîtres en vers et autres œuvres poétiques, 1659.